# 玉皇上帝

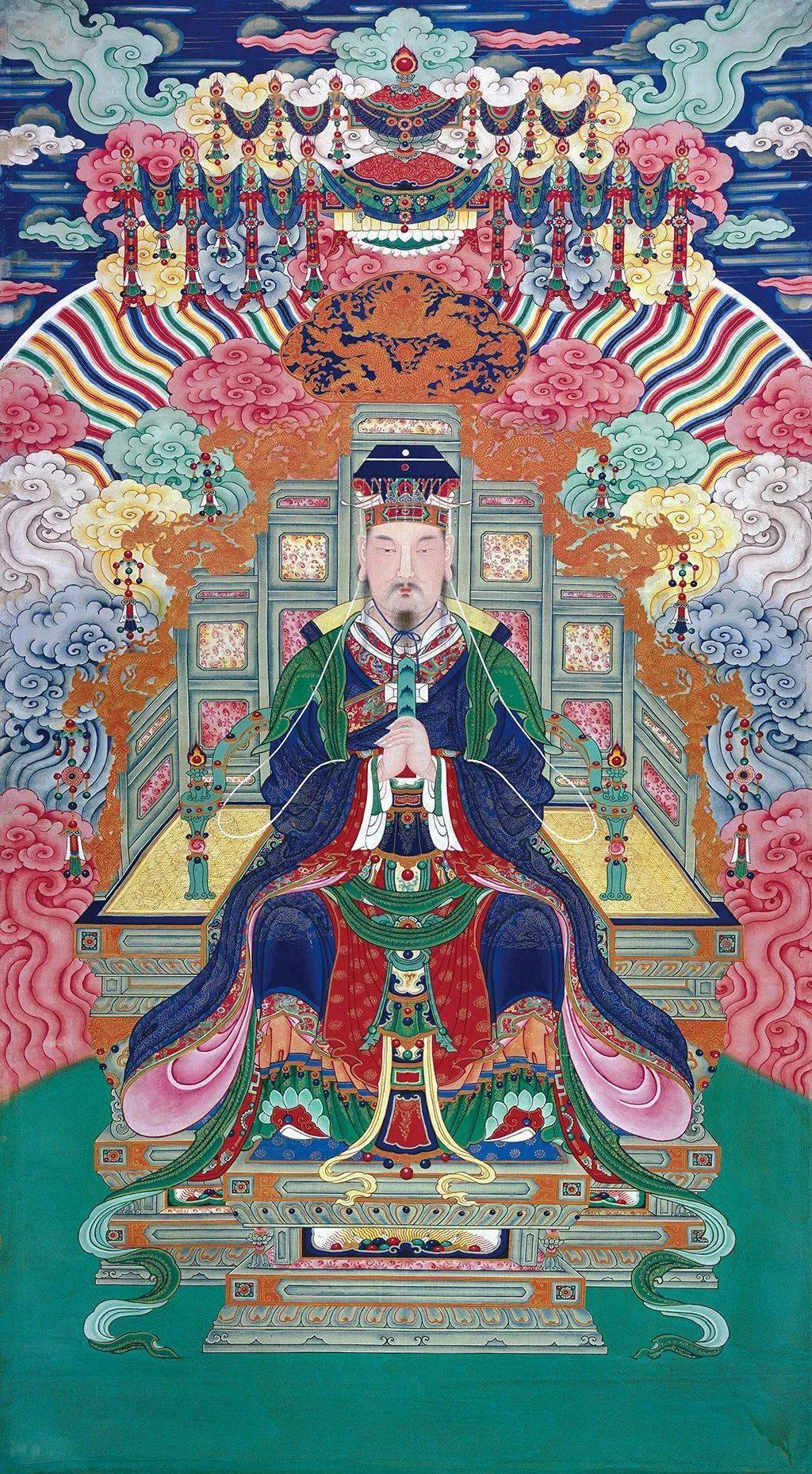
明代的玉皇大帝畫像（北京市白雲觀藏）

玉皇上帝，通稱玉皇大天尊、玄穹高上帝，簡稱玉皇、玉帝，俗稱玉皇帝、天公伯、天公、天帝，為道教神話中天庭的統掌者、先天尊神、四御（或六御）之首，其形象的原型是古時中國人民所崇信的昊天上帝的形象。

## 由來
中国人自从原始社会开始就崇敬“天”，最晚从商朝开始，就有系统的祭天行为，至今不断。“天”又称“上帝”、“帝”、“昊天上帝”、“皇天上帝”等。東漢後期，张道陵所創建的五斗米道使天帝成為了該教的最高神。而到了唐朝，玉皇上帝的稱呼才開始逐漸普及起來。從宋朝開始，玉皇上帝的地位得到了史無前例的提高，成為了道教諸神的最高統治者，並延續到至今。在如今的道觀中都會設有獨立的玉皇觀或玉皇廟，裡面供奉着有着玉皇上帝的形象的神像。對天帝的崇拜从曾經一種純粹的自然崇拜演变成了與人間秩序相對應的權力信仰，這也是後世玉皇上帝信仰的來源與基礎。除了和遠古的天帝信仰有所關聯，還與古代封建社會的政治需求息息相關。
在中國民間信仰中，玉皇上帝俗稱「天」、「天公」、「上天」、「苍天」、「上蒼」、「老天」、「老天爺」、「天公祖」等，被視為是神界的皇帝、天庭之元首、萬神之王，他的皇后是王母娘娘（女仙西王母的神格化），並和王母娘娘生有七個女兒—七仙女。而在道教神系中，玉皇上帝是天界地位最高的神祇之一，地位仅次於三清，為三清所化生出的先天尊神（神霄派典籍《高上神霄玉清真王紫書大法》將玉皇大帝和元始天王相互混同，並和梵炁祖母生有八子），而在太極界統轄宇宙眾神，為四御或六御之首。玉皇大天尊主管天界，后土皇地祇主管地界，又并称为「皇天后土」、「天公地母」、「天神地祇」等。
玉皇上帝的原型為北極星人格化形成的神明即天皇大帝、太一。有時又和東王公（亦號玉皇君）混為一談。

## 名稱
「玉皇」這個名稱比太上老君出現要晚一些，魏晉時期有「玉皇道君」與「高上玉帝」兩位大神。但到了唐代，道教教內的許多教派把玉皇上帝等同於儒教所崇信的昊天上帝，祂被尊為統攝天地的神仙，李白：「入洞過天地，登真朝玉皇。」韋應物稱：「奏之玉皇乃升天。」白居易稱：「仰謁玉皇帝，稽首前至誠。」
在宋朝時期，對於玉皇上帝的信仰更盛，宋真宗上玉皇聖號曰「太上開天執符御厯含真體道玉皇大天帝」，宋徽宗又加上「昊天」字樣，為「太上開天執符御厯含真體道昊天玉皇上帝」，故簡稱為「昊天玉皇上帝」。
道教典籍多稱玉皇上帝為「玉皇大天尊玄穹高上帝」，其他還有「萬天至尊玉皇上帝」、「昊天金闕彌羅玉皇上帝」、「太上昊天至尊金闕玉皇上帝」、「太上無極大道至真玉皇上帝」或「玉京金闕至聖至真玉宸紫宮玉皇上帝」等等。道教不讚成人們把這位神仙稱為玉皇大帝，其認為玉皇上帝這個稱號才是對於祂的合適的稱呼。
在《西遊記》中，玉皇大帝被稱為「高天上聖大仁慈者玉皇大天尊玄穹高上帝」。
玉帝被認為沒有姓氏，一些道教徒認為世人觀天道陽明，陽主施，其機常「張」，尊帝曰「張大帝」。

## 身世
根據《高上玉皇本行集經》上的記載，久遠以前有個名為「光嚴妙樂」的國家，國王名為淨德，王后名為寶月光，淨德王與王后年老無子，於是令道士舉行祈禱達半年之久，後王后夢太上道君與其他神仙抱一嬰兒賜予，夢醒後而有孕，懷胎一年，於丙午歲正月九日午時誕生於王宮。
根據記載，太子生性仁慈聰敏並樂於布施，受到全國的愛戴，繼承王位不久後，太子捨國去普明香嚴山中修道、施藥、講經，經過三千兩百劫始證金仙，號「清淨自然覺王如來」，又經過億劫，始證玉帝。
《聖源覺真經》則記載玉皇上帝生前心存仁義、道德修養極深，因「舍身堵北缺」、救助大量生靈之功德一事而成為玉帝。
失傳的《諸神傳奇》（歐陽飛編著、唯一的留存本是台北市新潮社文化事業有限公司于1991年出版的《諸神傳奇》（ISBN 957-9321-56-6)）一書中說玉皇大帝的前身是一個生活在張家灣的大財主，名叫張百忍，平日裏他喜歡樂善好施、扶危濟貧，在方圓百裏內留下了好的名聲，當時，天庭裏的諸多神仙開始爭鬥，攪得三界大亂，于是太白金星下凡尋找一位德才兼備的賢人來做統領三界的神仙，太白金星化身爲一個老乞丐來到張家灣恰巧遇見了外出回來的張百忍，張百忍見這位衣衫褴褛的老乞丐十分可憐，就命手下的人將老乞丐帶回家中悉心照顧，太白金星在此期間四處打量張百忍的爲人，再加上自己的觀察和對他的考驗，決定現出真身，說明自己的來意，可是張百忍聽說自己要被請上天去當玉帝時，感到十分驚訝，于是連連推脫。最終，在太白金星幾次三番的勸說下，硬是將這位淡泊名利的張百忍給說服，同意上天庭去當玉帝，雖然說服了張百忍，但他也提出了自己的條件，他要求將自己的妻兒老小和他現在所居住的整個院子也一起帶到天上去，太白金星一聽，就知道張百忍想要打退堂鼓，是故意在爲難他，最後太白金星还是完成了他所提出的要求，這就是「拔院升天」的由來。

## 典籍記載
《太上洞玄靈寶十號功德因緣妙經》記載：
玉帝者，位居玉闕之中，尊極萬天之帝，凝然真性，妙相具足，巍巍蕩蕩，出眾真之中，同星拱月，故稱玉帝。
《北極真武普慈度世法懺》〈卷之二〉記載：
謹按洞真本行經云，玉帝者，乃元炁之祖，造化之根。靜而聖，即元始天尊；動而神，即玉皇上帝。居玉清宮通明殿，統御萬天，化育群品。萬彙之主，造化之原。在天為眾聖之尊，在世為萬教之主。
《上清靈寶大法》〈卷之十〉記載：
昊天上帝，諸天之帝，仙真之王，聖尊之主，掌萬天升降之權司，群品生成之機。三洞四輔，禁經之標格。大梵至妙，無為之神威。乃三界萬神三洞仙真之上帝君也。自三炁之天胤，三寶之皇冑，高出乾坤之表，生萬物而不宰也。三才肇立，炁清高澄，積陽成天，萬彙之源，豈應無主。故以形象言之，謂之天。以主宰言之，謂之帝。故曰玉真天帝玄穹至聖玉皇大帝。經曰：天帝玉真無色之境，梵行是也。自玄炁而化生，居大羅之下，上清之上，掌四種民梵天，而尊於三界之上，是為天主，亦不得已而強名之也。治太微玉清宮。如太上彌羅無上天尊語，乃道門歸美之辭。又太上開天執符御曆等語，乃大宋上號帝王尊之象也。

## 與其他神靈之間的關係

### 與昊天上帝之間的關係
道教教內普遍認為玉皇上帝即是古時人們所稱的昊天上帝。然而，在《高上玉皇本行集經》中，玉皇尊帝與昊天上帝是兩個不同的人物，昊天上帝的地位被描述為低於玉皇尊帝的地位，《高上玉皇本行集經·卷下·天真護持品第四》宣稱昊天上帝曾經長跪於玉皇尊帝面前，請求後者向眾生述説妙法。

### 與元始天尊之間的關係
《上清太上開天龍蹻經·卷四》宣稱玉皇是被稱為至道玉帝的元始天尊所化出的法身，可見其把這兩者視為同一個人物，《太上洞玄靈寶十號功德因緣妙經》也把玉皇解釋為元始所化出的道身。

## 輪替説

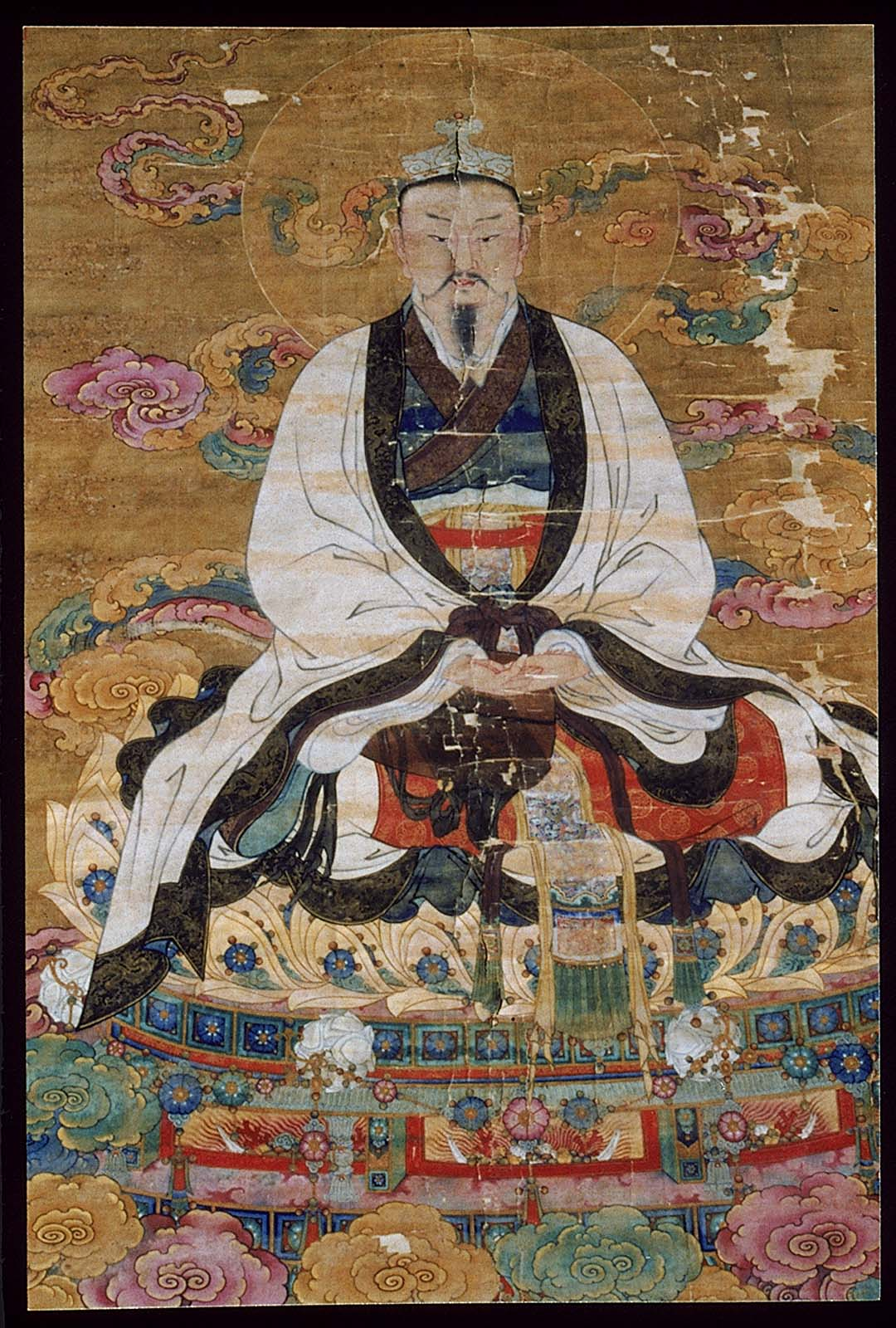
在明朝時期出現的有着玉皇上帝的形象的畫像（波士頓美術館藏）

民間宗教有説法聲稱天庭實行輪替制度，並且聲稱人們所熟知的玉皇大帝已經退位。關於第十八代玉帝的名號的記載的出處為成書於民国初年《洞冥寶記》一书，此外亦有許多鸞文皆有提及第十八代玉帝為關帝的相關文獻，例如台中武廟明正堂扶鸞著作的《瑤池聖誌》等。2019年，擾亂道統等，例如中華鄭成功文化協會於在Facebook上發文聲稱關帝於1863年接任玉帝一職，而在2019年由延平王鄭成功接任第十九代玉帝。道教教內有説法聲稱金闕玉晨天尊是玉皇上帝的最後一位繼位者，並且聲稱這個名號被刻在祂的寶座的扶手的正面。然而，目前宗教界內關於玉帝輪替一事的許多説法仍具很大的爭議性。
以下為這些説法所提及的列出了輪替者的名號的列表：
1. 玄玄高上帝（黃老）
2. 玄元高上帝（紫微帝君）
3. 玄明高上帝（大寰教化聖主）
4. 玄微高上帝（鴻鈞老祖）
5. 玄寰高上帝（星化帝君）
6. 玄中高上帝（炁原天尊）
7. 玄理高上帝（光華聖主）
8. 玄天高上帝（大羅祖師）
9. 玄運高上帝（精一天師）
10. 玄化高上帝（延衍祖師）
11. 玄陰高上帝（北華帝君）
12. 玄陽高上帝（廣度真主）
13. 玄正高上帝（度化天尊）
14. 玄炁高上帝（伏魔世祖）
15. 玄震高上帝（興儒天尊）
16. 玄蒼高上帝（救世天王）
17. 玄穹高上帝（妙樂國王）
18. 玄靈高上帝（關聖帝君）
19. 玄皇高上帝（延平郡王）

## 奉祀
許多廟宇設有天公爐，為天公最高神格之體現，也為道教「崇天」的象徵，儀式最先敬天，後再敬神。
主祀玉皇上帝的廟宇常稱為天公廟、天公壇、玉皇宮、玉皇觀、玉皇廟、玉皇殿、玉皇閣、凌霄寶殿等，後四者亦常為寺廟中崇祀玉皇之處所名稱。

### 香港

#### 新界
- 沙頭角
  - 烏石角村天后宮，位處於靠海岸邊陲。憑先祖輩的口耳相傳謂建於明代，源遠失傳的歷史據「新安懸誌」引述「烏石渡頭」的位置而有所明確。天后宮除主祀神明「天后娘娘」另奉祀神明有「玉皇大帝」「觀音娘娘」。而協天宮主祀神明為「關聖帝君」及「佛祖」。烏石角天后宮每年舉行數個廟會慶典，主為廟內奉祀神明之誕辰。其他祭祀祭典有「觀音開庫」「盂蘭節普渡祭幽、附薦」。此外天后宮亦會定期舉辦功德法事，為信眾祈安植福。

- 粉嶺
  - 龍潭觀音古廟位於粉嶺蕉徑，廟內主奉觀音娘娘、地藏菩薩及太白星君，神龕上所懸的「慈光普照」牌匾是龍躍頭鄧萃雲堂所贈，偏廳設有水月宮供奉觀音同祀玉皇上帝及其他神像。

- 元朗
  - 靈霄閣，位於元朗新田鄉米埔高行。靈霄閣供奉玉皇大帝為主神，閣內更有供奉太上老君、孔聖、佛祖、太乙真人、觀音大士及哪吒大帝等聖像。每年主要誕期為正月初九日玉皇大帝誕。閣內更珍藏《玉皇寶筏玉虛清虛道德真經》、《大羅覺世救苦救難寶筏真經》等經籍。
  - 玉皇觀音樓位於元朗東成里，廟內主奉玉皇上帝、觀音、財神、月佬、天后娘娘，以及其他一眾神靈。

- 屯門
  - 香港道德會分會(善慶洞)，屯門屯發路11號。善慶洞大殿供奉了玉皇大帝以及孔聖先師。
  - 三聖廟，位於屯門三聖墟，主祀神明：廟內供奉孔子、釋迦牟尼、老子三位聖人（三教），同祀神明供奉玉皇上帝、紫微大帝紫微殿、北帝與玄壇真君。

- 沙田
  - 萬佛寺位於沙田排頭村後萬佛山上，寺內有供奉玉皇殿。

- 青衣
  - 青衣太陰娘娘廟位於信義村434號地段，廟內有供奉玉皇上帝。

#### 香港島
- 筲箕灣
  - 筲箕灣玉皇寶殿，位於筲箕灣亞公岩。十九世紀初，惠潮人士在該地開山取石，供市中心發展，並於該地設置神壇，供奉玉皇大帝。二十世紀初，該神壇發展成為一小廟，即現時的玉皇寶殿。除玉皇大帝外，廟內亦供奉觀音、天后及白虎星君。

- 石澳
  - 蓮鶴仙館，位於石澳爛泥灣村，為一間註冊慈善團體。供奉仙聖及玉皇大帝。

#### 九龍
- 飛鵝山
  - 玉皇觀音金剛普救廟，位於飛鵝山扎山道。

### 臺灣

#### 北部
- 臺北市
  - 松山奉天宮：主祀玉皇上帝，同祀五年千歲。

- 新北市
  - 中和聖靈山玉皇宮
  - 三峽長壽山玉皇宮

- 宜蘭縣

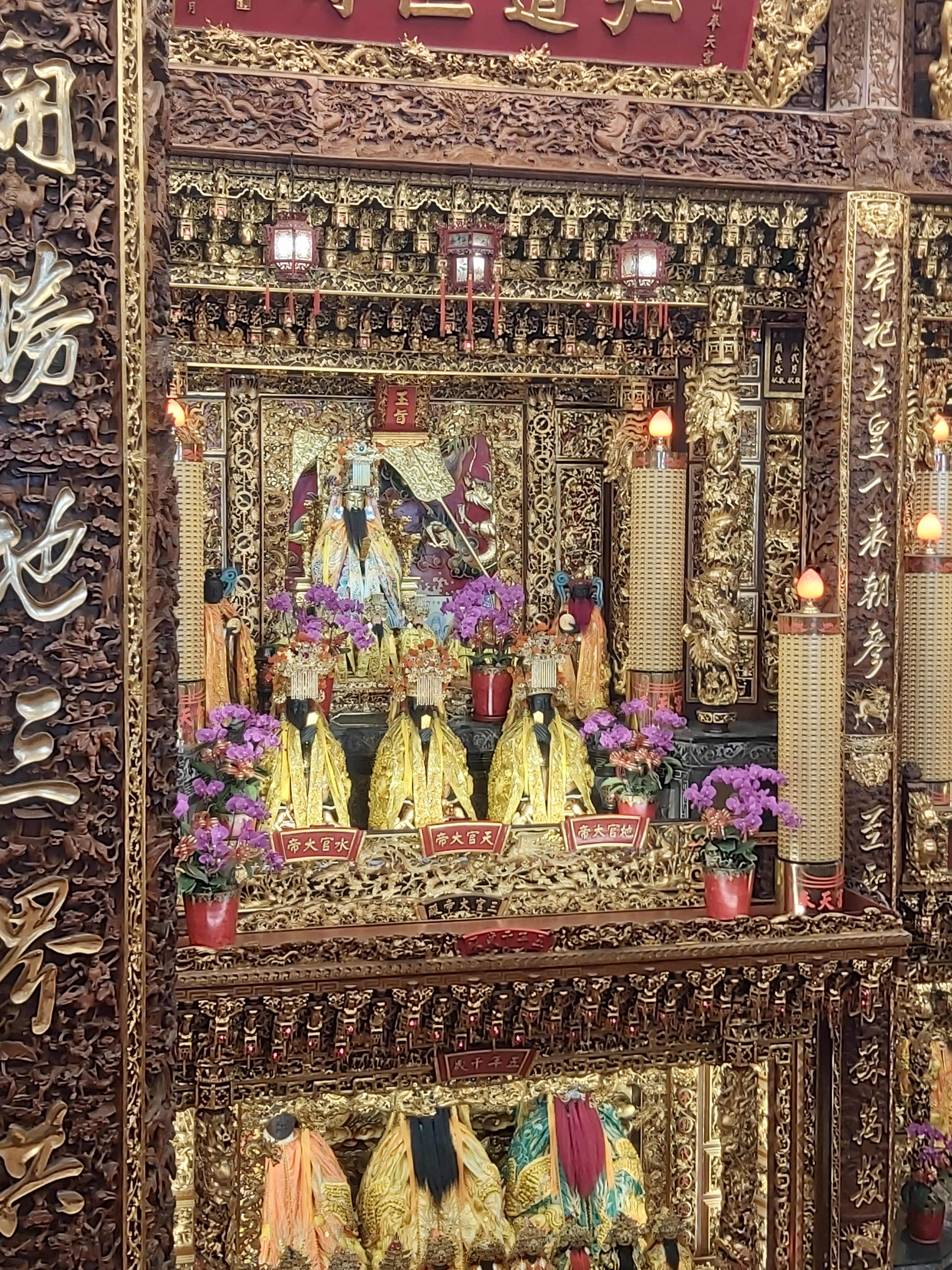
松山奉天宮玉皇上帝

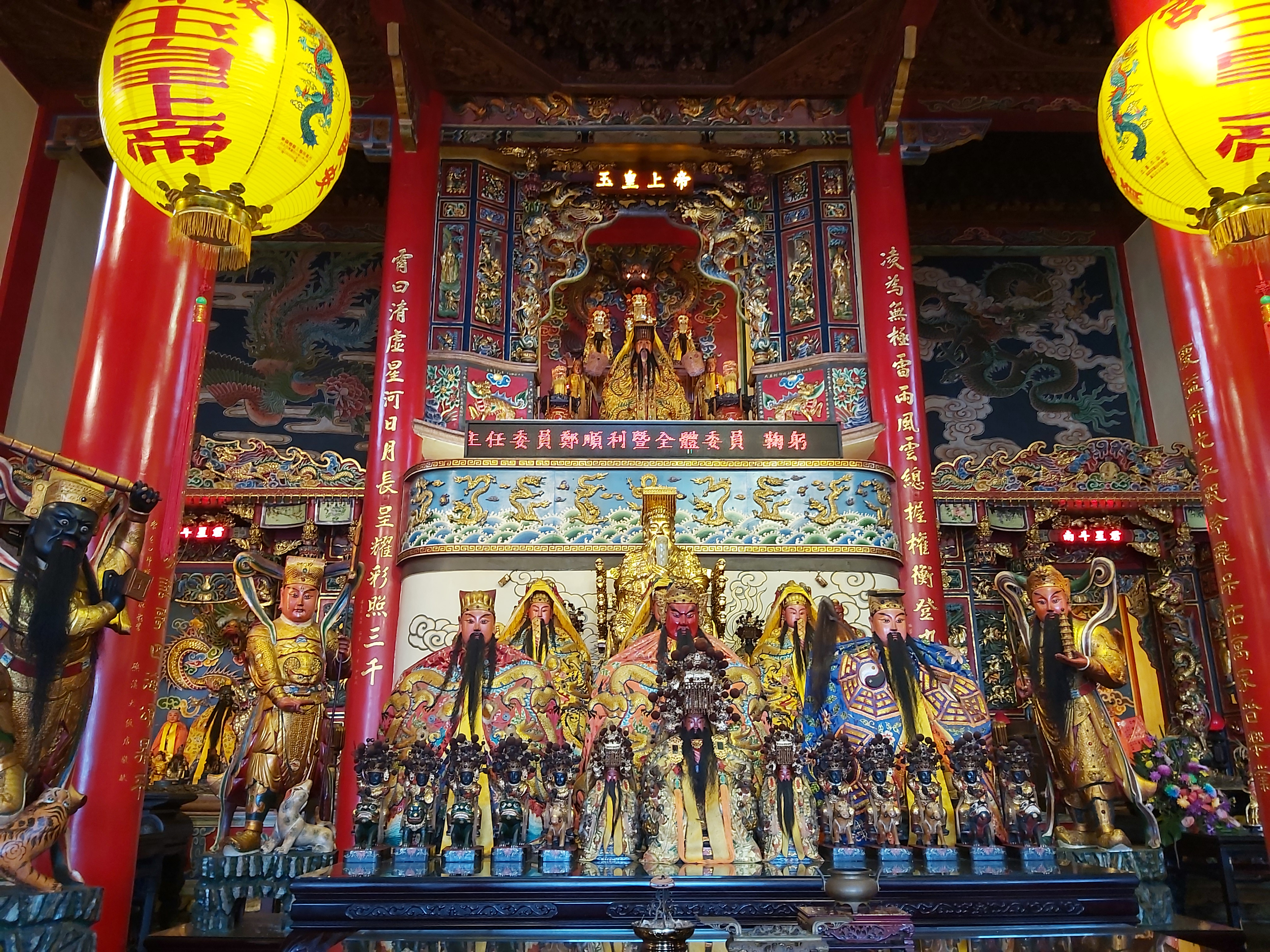
草嶺慶雲宮玉皇殿

  - 草嶺慶雲宮：又名大里天公廟，是位於頭城鎮石城里的玉皇上帝廟。
  - 冬山天照宮
  - 蘭陽白天宮：位於宜蘭縣三星鄉三星路二段601號50弄35號
  - 玉清宮
  - 道教總廟三清宮

- 桃園市
  - 霄裡玉元宮：位於八德區，原為奉祀三官大帝之三界公廟，後改以玉皇上帝為主神。
  - 山腳天公廟

- 新竹市

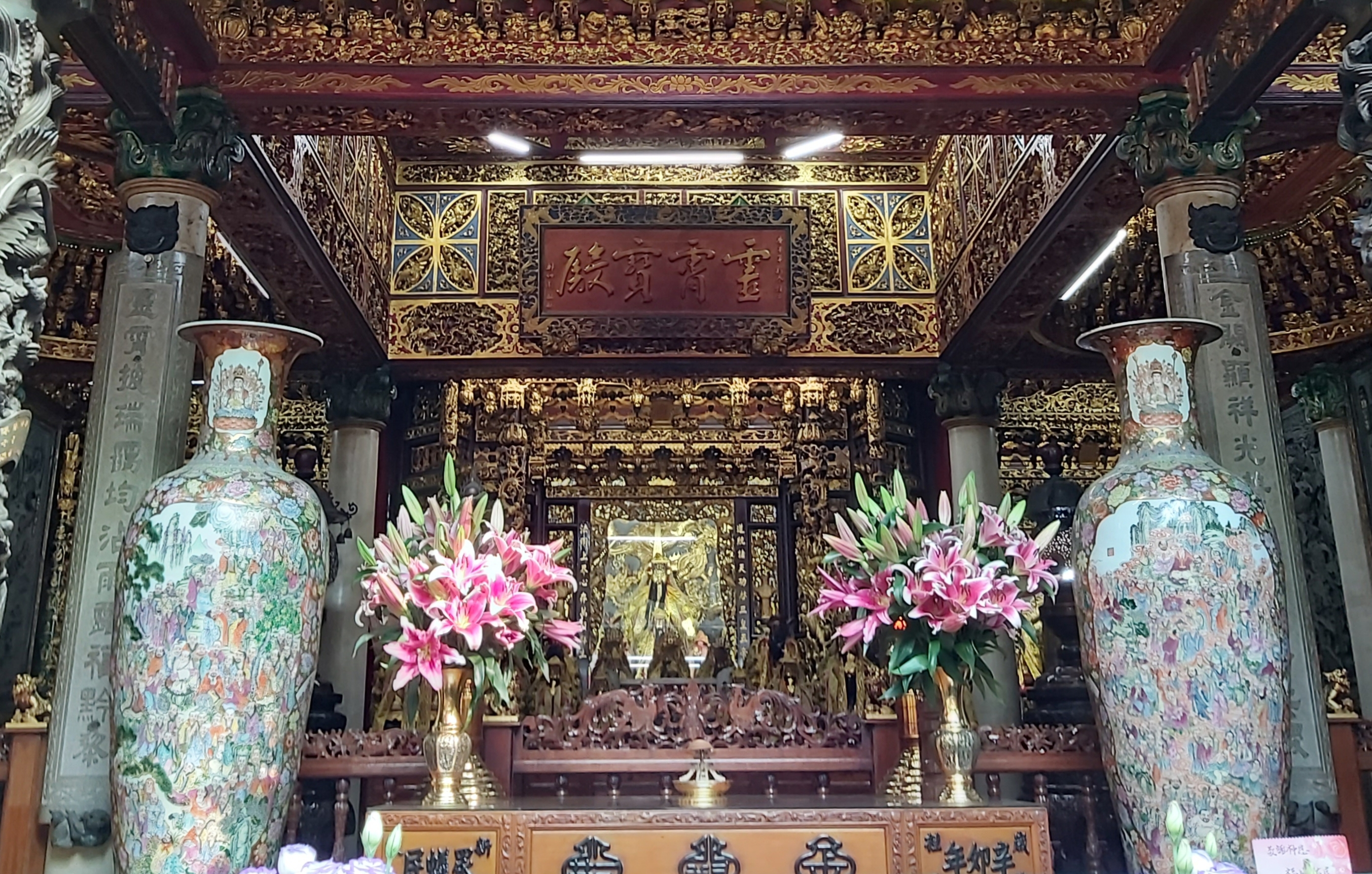
新竹天公壇靈霄寶殿

  - 新竹天公壇：與臺南市臺灣首廟天壇、臺中市沙鹿玉皇殿和彰化縣元清觀並稱臺灣天公三間半。

- 新竹縣
  - 溪南永寧宮：位於臺灣新竹縣新豐鄉永寧街22號的玉皇上帝廟。

#### 中部
- 臺中市

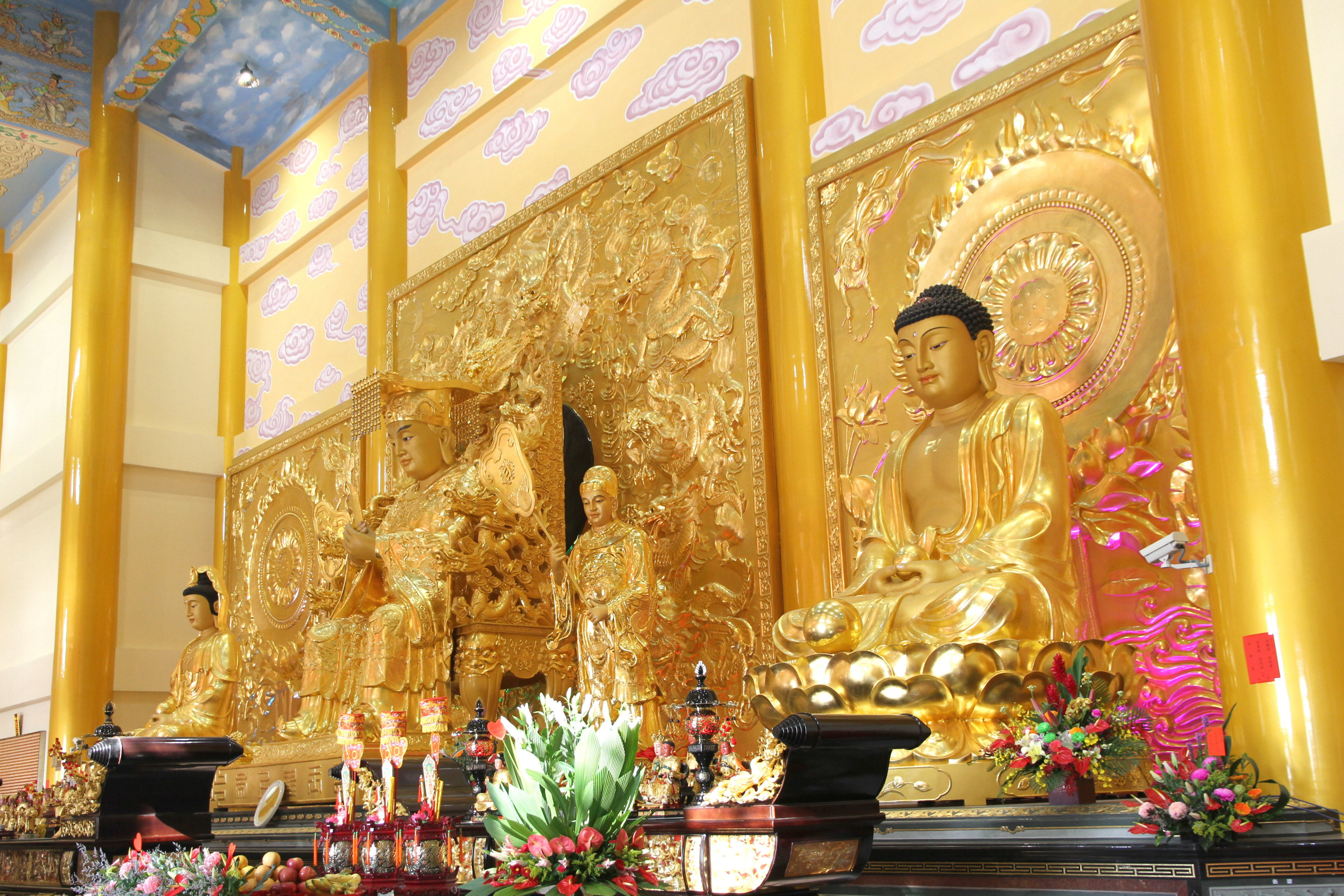
三陽玉府天宮靈霄寶殿

  - 沙鹿玉皇殿：與新竹市新竹天公壇、彰化縣元清觀和臺南市臺灣首廟天壇並稱臺灣天公三間半。
  - 三陽玉府天宮
  - 清水壽山殿
  - 朝僊觀 玉尊會
  - 台中清水金闕慈文殿
  - 臺中清水玉和宮

- 彰化縣
  - 元清觀：與新竹市新竹天公壇、臺中市沙鹿玉皇殿和臺南市臺灣首廟天壇並稱臺灣天公三間半。

#### 南部
- 嘉義市
  - 嘉邑玉皇宮：與兩旁之南嶽殿和大廈宮合稱嘉義三間廟。
- 嘉義縣
  - 溪口三疊溪天臺殿：天臺殿起源甚早建於明神宗萬曆元年，迄今已有四百餘年之歷史，公元1572年，浙江天臺縣「福龍」境內先賢渡海來台墾荒，隨身恭請「玉皇上帝」祿位龍椅來台，奉祀於今。清康熙年間，先民劉成功發起建廟，並委請江有財負責施工監造，竣工後取名為「拜亭」。

- 臺南市

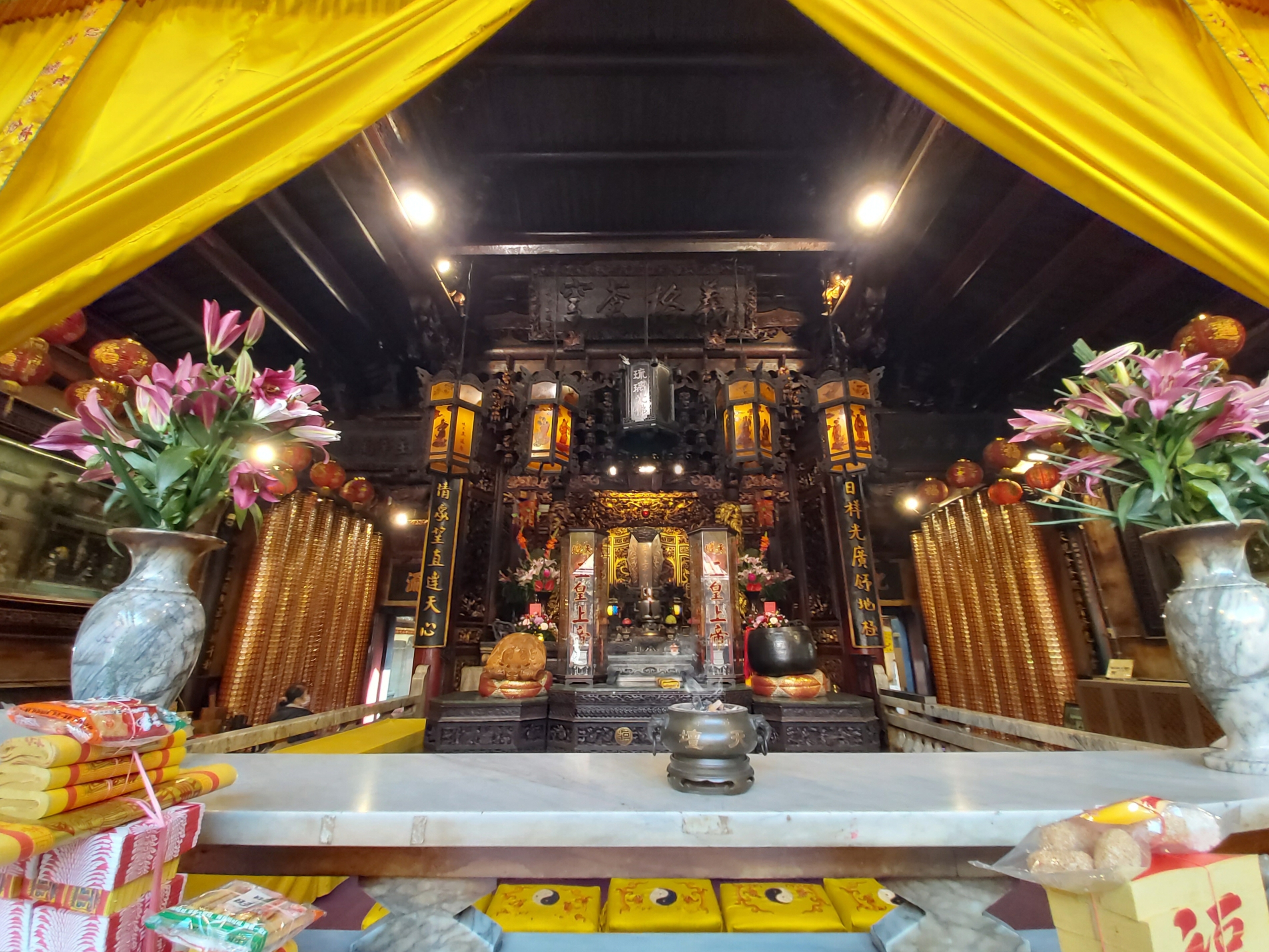
臺灣首廟天壇正殿

  - 臺灣首廟天壇：位於昔日府城最高點－鷲嶺之上，自明鄭時期以來便是府城官民祭天之場所。與新竹市新竹天公壇、臺中市沙鹿玉皇殿和彰化縣元清觀並稱臺灣天公三間半。
  - 開基玉皇宮：民間俗稱舊天公廟，是臺灣最早建立的天公廟。
  - 玉皇玉聖宮

- 高雄市
  - 高雄市玉皇宮：位於三民區河北二路。
  - 鳳山天公廟：位於鳳山區光明路。

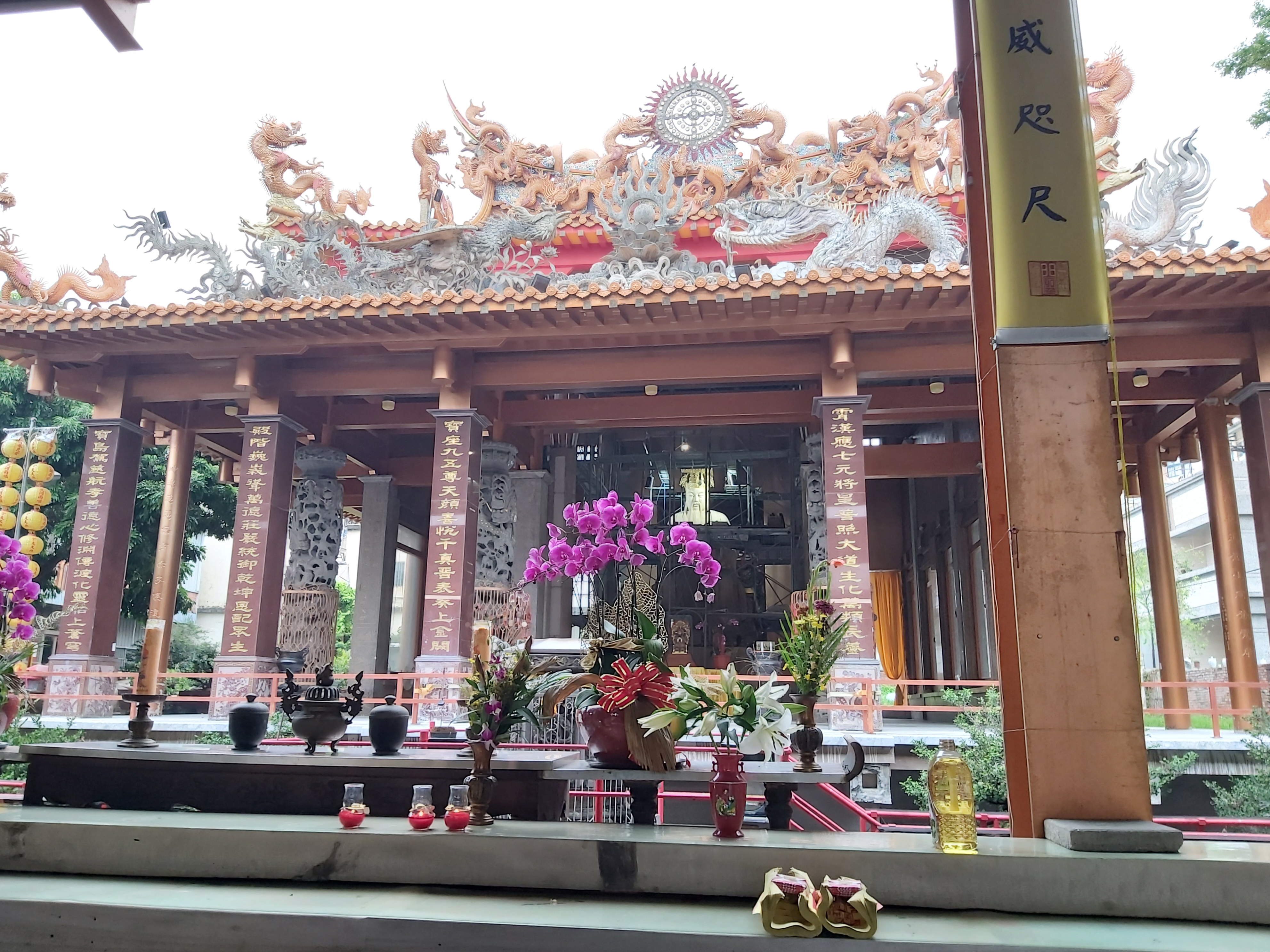
左營聖門靈霄寶殿

  - 左營聖門靈霄寶殿：位於左營區左營大路549巷內。
  - 新庄仔天公廟：位於左營區新下街。

- 屏東縣
  - 屏東玉皇宮：位於屏東市自由路145號。

- 澎湖縣
  - 白坑玉聖殿：位於湖西鄉白坑村，蔡英文曾前往拜謁過。

### 日本

#### 關東地區
- 東京都
  - 東京媽祖廟凌霄寶殿：位於東京都新宿区百人町1-23-23。由東京媽祖廟新建，為台南開基玉皇宮370餘年來首次海外分靈，2023年5月24日正式開光安座，也是日本首座凌霄寶殿。

### 马来西亚
- 森美兰波德申直落甘望六哩半玉皇大帝
- 霹雳丹戎红毛丹南天门玉皇宫
- 槟城广清精舍
- 槟城大山脚亚里玛港门天公坛
- 槟城威北甲抛峇底玉皇庙
- 槟城威北甲抛峇底红毛桥头玉皇古庙
- 槟城威北日落斗哇天地堂三保宫
- 槟城威省峇东埔玉清宫
- 槟城北海天公坛
- 雪兰莪无拉港玉皇庙
- 雪兰莪万津联军庙
- 霹雳东华洞佛寺
- 槟城天公坛
- 雪兰莪巴生班达马兰玉皇庙
- 雪兰莪巴生甘榜爪哇九天庭

### 新加坡
- 洛陽大伯公宫

## 誕辰及祭典

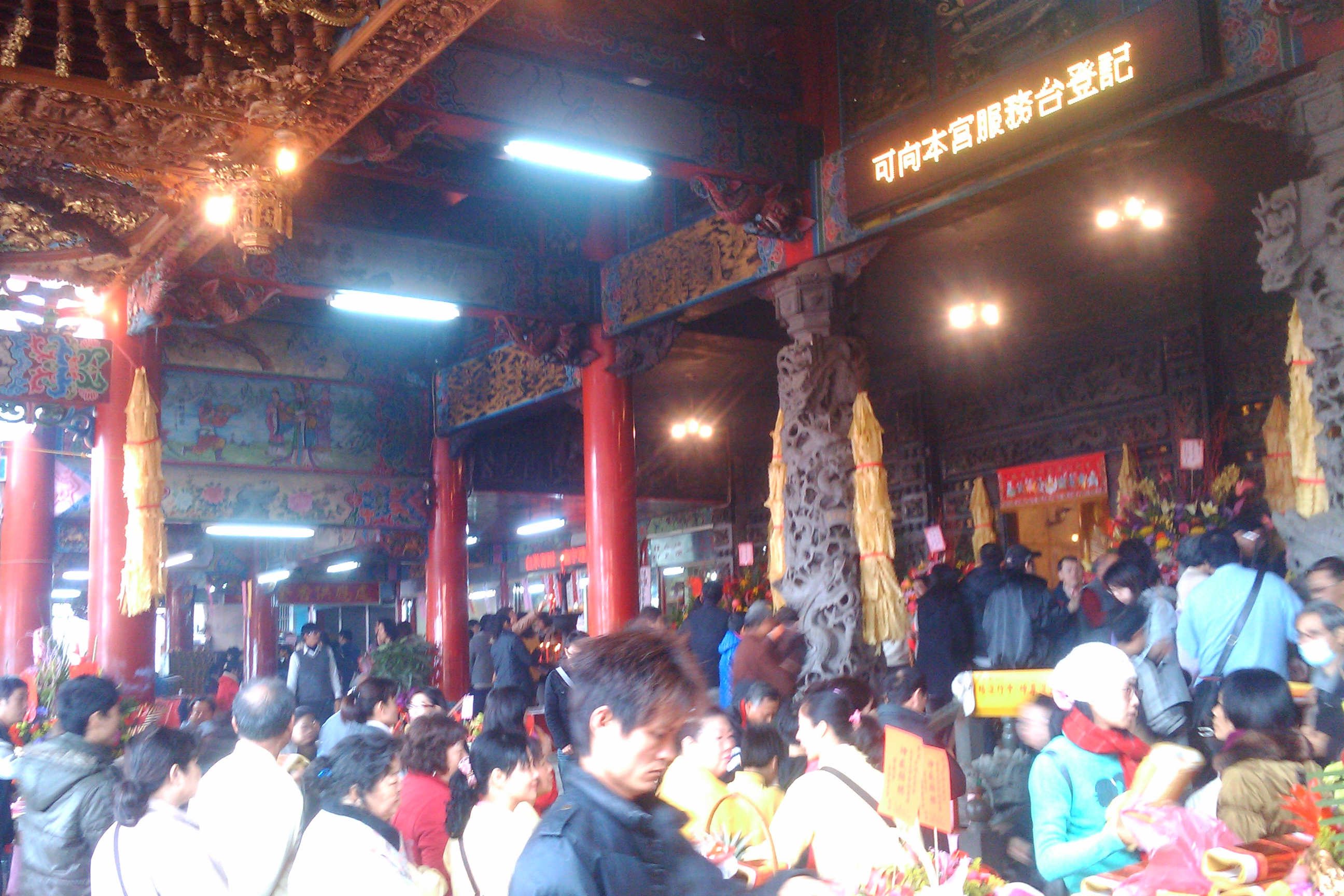
正月初九，宜蘭三星草湖玉尊宮的拜天公誕辰

玉皇上帝的誕辰被認為是夏曆正月初九。南宋吴自牧《夢粱錄》：“正月初九日為玉皇上帝誕，杭城中行香諸富室，咸就承天觀閣上建會。”明代王逵《蠡海集》记载：“神明降诞，以义起者也。玉帝生于正月初九日者，阳数始于一，而极于九，原始要终也。”意思是「一」是陽數之首，九是陽數之極，故被認為是玉皇上帝之生日。明黄道周的《月令明义》：“正月初一日，天神地祇朝三清玉帝；初九日，玉皇大帝圣诞。”，清黄奭的《月令注解》也有类似记载。
唐代《洞玄灵宝道学科仪》卷下列举九品醮——五帝醮、七星醮、六甲醮、三师醮、五岳醮、三皇醮、三一醮、河图醮、居宅醮、三五醮，“尤须洁净，果具并令丰新，不得市诸火熟”，即要求其不得以肉食奉神，用肉食则是求生而杀死，這与道教教义相違悖。杜光庭说：“牲牷血食谓之祭，蔬果精珍谓之醮。”宋代以下三大醮——罗天大醮、周天大醮、普天大醮，皆不舉行血祭儀式。

## 其他宗教的觀點

### 天帝教
天帝教認為在玉皇大帝登上此位之前，已經有五十五位玉帝先後獲得這一高位。

### 漢傳佛教
漢傳佛教的一些信奉者把玉皇大帝等同於大乘佛教神話中忉利天的統掌者帝䆁天，後者作為天眾，仍未脱離輪迴，終有壽盡之日。

### 天主教
早期來到中國的天主教傳教士經常撰寫關於玉皇上帝的文章，他們注意到：“關於耶穌的故事和關於玉皇上帝的故事在某些方面非常相似。兩者都聲稱神靈化為凡人。”但另一方面，他們指責對玉皇上帝的崇拜是“迷信式”行為，並且將關於玉皇上帝的“傳説”與他們所聲稱的正確無誤地記載了耶穌基督在世的生活的史籍進行不利於對於玉皇上帝的信仰的比較。

### 更正教
更正教傳教士楊格非司牧在他所寫的文章〈上帝眞理〉中聲稱玉皇大帝事實上只是古時一個名叫張儀的羽士，後來才被受到方士林靈素所蠱惑的宋徽宗冊封為所謂的玉帝，在漢魏時期開始之前，根本沒有玉皇這個稱號，故此這個早已死去的凡人及其他其形象是被塑造出來的的神偶都不是古時有着所謂的正確的信仰的人們所崇信的上帝。

## 大眾文化中的形象

### 文學
- 《三遂平妖傳》：「常聞說上帝無私，卻不信有個秘字」
- 《閱微草堂筆記》：「上帝且以真人一符增置一神」、「上帝好生汝」、「苟其無罪，天地未嘗不並育，上帝所不誅」
- 《桃花扇》：「今奉上帝之命，封為飛天使者，走馬到任去也」
- 《封神演義》：以昊天上帝這個稱號出現在該作中，他的妻子是瑤池金母，龍吉公主是他們的女兒。
- 《西游记》中的玉皇大帝全称作“高天上圣大慈仁者玉皇大天尊玄穹高上帝”[32]。書中第七回，如來佛祖向孫悟空說，玉帝自幼修持，共修煉了1750劫，每劫129600年，最終纔修成無極大道[33]。

### 戲劇
- 1920年代粵劇劇目《玉皇登殿》講述玉帝成道的故事。該劇目中玉皇大帝原是人間皇孫、皇位繼承人，不過他卻關心民間疾苦、無心繼位，乃至向敵國獻上土地財產以消弭戰爭，最後被準提佛母點化成為玉皇大帝[34]。其後另有《開叉》（又稱《開天門》）劇目[34]，描寫眾神向玉帝稟報天下事、接受封神，眾神再對善信施福消災、超渡亡靈[35]。

### 影視
- 1982年中國大陸版電視劇《西遊記》：章玉善飾玉皇上帝
- 1986年中國大陸版電視劇《西遊記》：王衛國飾玉皇上帝
- 1996年香港版TVB電視劇《西遊記》：李龍基飾玉皇上帝
- 1998年中國大陸版電視劇《東遊記》：楊大偉飾玉皇上帝
- 1998年香港版TVB電視劇《西遊記（貳）》：李龍基飾玉皇上帝
- 1998年台灣版中視電視劇《花木蘭》：張鐵林飾玉皇上帝
- 2000年中國大陸版電視劇《春光燦爛豬八戒》：王伯昭飾玉皇上帝
- 2002年香港版TVB電視劇《齊天大聖孫悟空》：曾江飾玉皇上帝
- 2003年中國大陸版電視劇《玉帝傳奇》：張永剛飾玉皇上帝
- 2004年中國大陸版電視劇《福星高照豬八戒》：黃海冰飾玉皇上帝
- 2005年中國大陸版電視劇《喜氣洋洋豬八戒》；黃海冰飾玉皇上帝
- 2005年中國大陸版電視劇《寶連燈》：王衛國飾玉皇上帝
- 2006年中國大陸版電視劇《天外飛仙》：徐錦江飾玉皇上帝
- 2007年香港版TVB電視劇《牛郞織女》：陳榮峻飾玉皇上帝
- 2007年中國大陸版電視劇《天仙配》：吳蘭輝飾玉皇上帝
- 2008年中國大陸版電視劇《功夫之王》：王德順飾玉皇上帝
- 2009年中國大陸版電視劇《寶蓮燈前傳》：王衛國飾玉皇上帝
- 2009年中國大陸版電視劇《牛郞織女》：秦漢飾玉皇上帝
- 2010年中國大陸版電視劇《遠古的傳說》：廖京生飾玉皇上帝
- 2010年中國大陸版電視劇《西遊記》：唐國強飾玉皇上帝
- 2010年中國大陸版電視劇《仙女湖之墨仙》：趙毅飾玉皇大帝
- 2011年中國大陸版電視劇《新西遊記》：巍子飾玉皇上帝
- 2012年中國大陸版電視劇《歡樂元帥》：高泓賢飾玉皇上帝
- 2013年中國大陸版電視劇《媽祖》：劉文治飾玉皇上帝
- 2013年中國大陸版電視劇《天天有喜》：盧勇飾玉皇上帝
- 2014年香港版電影《西遊記之大鬧天宮》：周潤發飾玉皇上帝
- 2015年中國大陸版電視劇《石敢當之雄峙天東》：六小齡童飾玉皇上帝
- 2015年中國大陸版電影《濟公之人皇鼎》：邱心志飾玉皇上帝
- 2017年香港無線電視劇《財神駕到》：于洋飾玉皇上帝
- 2021年中國大陸版電視劇《千古玦塵》：付辛博飾天帝（暮光）
- 2023年美國版電視劇《西遊ABC》：吳漢章飾玉皇上帝

## 外部連結
- 陶宏景與<洞玄靈寶真靈位業圖>